# Amt für Erfindungs- und Patentwesen der DDR
Das Amt für Erfindungs- und Patentwesen der DDR (AfEP) war ein Organ des Ministerrates der DDR für die Wahrnehmung staatlicher Aufgaben auf den Gebieten der Neuererbewegung, der Erfindertätigkeit und des Patent-, Muster- und Zeichenwesens. Das Amt wurde im September 1950 gegründet und hatte seinen Sitz in Berlin-Mitte in der Mohrenstraße 37b.
Das AfEP wurde von einem Präsidenten nach dem Prinzip der Einzelleitung bei kollektiver Beratung der Grundfragen geleitet. Beim AfEP bestanden Prüfungs- und Spruchstellen für Patentsachen, für Warenkennzeichen und Mustersachen, Schlichtungsstellen für Vergütungsstreitigkeiten bei Wirtschaftspatenten und eine Rechtsstelle. Die DDR löste das Deutsche Reichsgebrauchsmuster (DRGM) vom 5. Mai 1936 in einer Neuregelung durch das Gebrauchsmustergesetz vom 18. Januar 1956 ab. Im Rahmen des Änderungsgesetzes zum Patentgesetz vom 31. Juli 1963 wurde der Gebrauchsmusterschutz aufgehoben.
Am Tag der deutschen Wiedervereinigung, dem 3. Oktober 1990, übernahm das Deutsche Patentamt die Aufgaben des AfEP mit seinen rund 600 Mitarbeitern und etwa 13,5 Millionen Patentdokumenten.

## Geschichte
Das Amt für Erfindungs- und Patentwesen der DDR hatte bereits einen Vorläufer. Die Deutsche Wirtschaftskommission (DWK), geschaffen als Einrichtung der sowjetischen Besatzungsmacht zur Verwaltung ihrer Zone mit dem letztlich gescheiterten Ziel des Erhaltes der wirtschaftlichen Einheit Deutschlands, beschloss in der 33. Sitzung des DWK-Sekretariats am 15. September 1948 (Beschluss S 209/48), im bestehenden Büro für Erfindungswesen eine Patent-, Gebrauchsmuster- und Warenzeichen-Anmeldestelle zu bilden. Räume dafür wurden in dem Haus, in dem die DWK ihren Sitz hatte, bereitgestellt. Damit hatte das spätere Amt eine erste Adresse im ehemaligen Regierungsviertel: Wilhelmstraße 97/Ecke Leipziger Straße 5–7 in Berlin W 8. Das Gebäude war der 1935 errichtete Neubau des Luftfahrtministeriums auf dem Gelände des ehemaligen Preußischen Kriegsministeriums. Nach Gründung der DDR wurde die DWK aufgelöst, das Gebäude wurde für mehr als 40 Jahre das Haus der Ministerien.
Das Gebäude des ehemaligen Kaiserlichen und späteren Reichspatentamtes in der Gitschiner Straße 97–103 war zwar nur ungefähr 2 km entfernt, war aber nicht verfügbar, da es sich im US-amerikanischen Sektor befand. Außerdem wurde es durch die USA seit dem Kriegsende zur eigenen Patentverwertung als Reparationsleistung genutzt. Ab 1951 wurde dort eine Außenstelle des nach München verlagerten Deutschen Patentamts eingerichtet.
Die Anmeldestelle zog dann nach zwei Jahren im September 1950 als neugegründetes Amt für Erfindungs- und Patentwesen in ein ehemaliges Geschäftshaus in der Mohrenstraße 37b ebenfalls in Berlin W 8. Eine erwähnenswerte Besonderheit des nun genutzten Hauses sind die Mohrenkolonnaden, die Carl Gotthard Langhans 1787 als Elemente einer Brücke über einen der ehemaligen Festungsgräben Berlins schuf. Auf dem zugeschütteten Teil der Gräben entstanden die Häuser der Mohrenstraße 37 und 40/41, an denen die Kolonnaden als Fassadenteil genutzt wurden und somit an originaler Stelle erhalten blieben.
Heute befindet sich das Bundesministerium der Justiz in dem Gebäude.

## Aufgaben
Die Tätigkeit des Amtes war Bestandteil der Leitung von Wissenschaft und Technik durch den Ministerrat. Von besonderer Bedeutung war die Einflussnahme des Amtes auf folgende Punkte gerichtet:
- die Umsetzung der Erfordernisse einer höheren Veredelung der Rohstoffe
- der Schaffung neuer Werkstoffe
- der rationellen Produktion und Nutzung von Energie
- der Entwicklung der Schlüsseltechnologien in „planmäßig zu lösenden Schwerpunkten der Erfinder- und Neuerertätigkeit in den Kombinaten, Betrieben und wissenschaftlichen Einrichtungen“

Dementsprechend unterstützte sie die Entwicklung der Erfindertätigkeit und Neuererbewegung, die wesentlich zum Leistungsanstieg der Volkswirtschaft beitragen sollten. Die Aufgaben des Amtes waren in seinem Statut festgelegt. Danach hatte das Amt insbesondere:
- die Tätigkeit der staatlichen und wirtschaftleitenden Organe darauf zu orientieren, dass das Patent-, Muster- und Kennzeichenwesen, die Erfindertätigkeit und die Neuererbewegung einen wirksamen Beitrag zur Lösung der Hauptaufgabe bei der „Gestaltung der entwickelten sozialistischen Gesellschaft“ leiste sollte,
- aus den unter seiner Verantwortung auszuarbeitenden Analysen der volkswirtschaftlichen Wirksamkeit des Patent-, Muster- und Kennzeichnungswesens, der Erfindertätigkeit und der Neuererbewegung Schlussfolgerungen für seine eigene Tätigkeit und die anderer staatlicher Organe abzuleiten, die staatlichen Erfordernisse auf diesem Gebiet durchzusetzen, notwendige Entscheidungen für den Ministerrat vorzubereiten und deren Durchführung zu kontrollieren,
- die ihm obliegende Verantwortung für die „Weiterentwicklung des sozialistischen Rechts“ auf dem Gebiet des Patent-, Muster- und Kennzeichnungswesen, der Erfindertätigkeit und der Neuererbewegung wahrzunehmen und dabei insbesondere die Rechtsverwirklichung zu analysieren, auf die einheitliche Rechtsanwendung und eine hohe Rechtswirksamkeit Einfluss zu nehmen sowie die „politisch-ideologische Arbeit“ durch wirksame Öffentlichkeitsarbeit zu unterstützen,
- die Maßnahmen der zentralen Staatsorgane zur Entwicklung des Patent-, Muster- und Kennzeichnungswesen, der Erfindertätigkeit und der Neuererbewegung zu koordinieren und zu unterstützen,
- beispielgebende Leistungen bei der Entwicklung der Neuererbewegung „moralisch und materiell anzuerkennen“ und die Vorbereitung von Entscheidungen zur „zentralen staatlichen Würdigung hervorragender erfinderischer Leistungen“ zu sichern,
- die Popularisierung beispielgebender Leistungen bei der Entwicklung der Erfindertätigkeit und der Neuererbewegung zu fördern bzw. zu sichern

## Zeitschriftenpublikation
Um die Aufgaben des Amtes insbesondere im Hinblick auf die republikweite Neuererbewegung zu unterstützen, wurde vom Amt die Zeitschrift Der Neuerer – Zeitschrift für Erfindungs- und Vorschlagwesen herausgegeben. Vom ersten Jahrgang 1952 bis zum 13. Jahrgang 1964 erschien die Zeitschrift unter dem Titel Erfindungs- und Vorschlagwesen. Unter dem knapperen Titel Der Neuerer erschien sie ab dem 14. Jahrgang 1965. Sie wurde nach dem politischen Umbruch in der DDR im 39. Jahrgang mit der Ausgabe 4/1990 eingestellt.

## Zusammenwirken mit anderen Einrichtungen
Zur Erfüllung seiner Aufgaben hinsichtlich der Entwicklung der Neuererbewegung konzentrierte sich das AfEP auf das Zusammenwirken mit dem FDGB. Bei der Lösung der anderen Aufgaben arbeitete das AfEP mit dem Ministerium für Wissenschaft und Technik, dem Ministerium für Staatssicherheit, dem Amt für Standardisierung, Messwesen und Warenprüfung, dem Amt für industrielle Formgestaltung und anderen staatlichen Organen sowie gesellschaftlichen Organisationen, insbesondere den Gewerkschaften, der KDT und der FDJ, zusammen.
Das AfEP wirkte mit den Ämtern für Erfindungswesen der anderen Mitgliedsländer des RGW zusammen. Der Leiter des AfEP war Mitglied eines speziellen RGW-Organs, der „Beratung der Leiter der Ämter für Erfindungswesen der Mitgliedsländer des RGW“.

## Patentregister
Die Tätigkeit des AfEP umfasste auch die Bekanntgabe von Patentanmeldungen, die Erteilung von Patenten bzw. Erklärung der Nichtigkeit eines Patents, die Eintragung von Warenzeichen und Geschmacksmustern sowie die Durchführung einzelner damit in Zusammenhang stehender Verfahren, ebenso wie die Information über in- und ausländische Eintragungen und Literatur auf diesen Gebieten. Das AfEP führte ein Patentregister und gab Patentschriften heraus.
Im Ergebnis der Prüfung der Patentanmeldung erfolgte mit der Patenterteilung für eine Erfindung die Eintragung der rechtserheblichen Daten in das Patentregister. Im Anschluss an diesen Vorgang veröffentlichte das AfEP eine Patentschrift über die Erfindung (§ 23 Patentgesetz).
Mit der Registrierung des Patents gemäß § 22 Patentgesetz verbanden sich die Angaben über die Erteilung, Berichtigung, Nichtigkeiterklärung, zum Erlöschen, Daten zur Person des Erfinders, des Betriebes, wo die Erfindung entwickelt wurde, und zum Patentinhaber. Auch die Umwandlung der Patente von Ausschließungspatenten in Wirtschaftspatente wurde damit geregelt.
Einzelheiten des Verfahrensrechts zum Patentregister wie der Einsichtnahme, der Änderung der Angaben zum Patent sowie der Löschung der Eintragung im Patentregister wurden in § 8 bzw. in § 22 einer besonderen Anordnung geregelt.

## Warenzeichenblatt
Ab dem Jahre 1955 publizierte das AfEP das Warenzeichenblatt. Das AfEP nahm die sich aus der Pariser Verbandsübereinkunft zum Schutz des gewerblichen Eigentums ergebenen Rechte und Pflichten der nationalen Behörde der DDR wahr. Es hatte das Recht, Betriebe und deren übergeordnete Organe zu überprüfen, sich über ihre Tätigkeit berichten zu lassen und unmittelbar die Durchführung von Maßnahmen zu fordern.